# Dawkins: o amăgire?
Dawkins: o amăgire? Fundamentalismul ateu și negarea divinului este o carte a teologului creștin Alister McGrath și a psihologului Joanna Collicutt McGrath. Este scrisă dintr-o perspectivă creștină ca răspuns la argumentele date în cartea  Dumnezeu: o amăgire de Richard Dawkins. Lucrarea a fost publicată în Marea Britanie în februarie 2007 de către Societatea pentru Promovarea Cunoștințelor Creștine (SPCK) și în Statele Unite, în iulie 2007.

## Sinopsis
McGrath îl critică pe Dawkins pentru ceea ce el consideră a fi "o opinie dogmatică" referitoare la "un fundamentalism religios care refuză să permită ca ideile sale să fie examinate sau contestate."
El nu este de acord cu afirmația lui Dawkins potrivit căreia credința este o iluzie juvenilă, argumentând că numeroase persoane rezonabile aleg convertirea ca adulți. El se citează pe sine și pe Antoniu Flew ca două exemple particulare. Asemenea lui Dawkins, McGrath respinge analogia ceasornicarului lui William Paley ca falsă. Pentru a-și exprima adevărata opinie pe subiectul complexității ireductibile, McGrath citează în schimb lucrarea lui Richard Swinburne, remarcând că aptitudinea științei de a se explica pe sine necesită propria explicație - și că cel mai economic și de încredere mod al unei posibilități de explicare constă în noțiunea de Dumnezeul monoteist al Creștinismului. În ceea ce privește subiectul Cinci căi a lui Toma de Aquino, căruia Dawkins îi dedică o atenție considerabilă, McGrath interpretează argumentele teologice ca o afirmare a unui set coerent de credințe, mai degrabă decât ca o încercare de a formula un set de dovezi incontestabile.
McGrath abordează în continuare subiectul conflictului dintre știință și religie. El indică supoziția lui Gould al autorității nesuprapuse, sau NOMA, ca dovadă că Darwinismul este la fel de compatibil cu teismul ca și cu ateismul. Folosind ca  bibliografie suplimentară lucrările lui Sir Martin Rees, Denis Nobil, și altele, McGrath pledează pentru o versiune modificată a NOMA pe care o numește "autoritate parțial suprapusă". El afirmă că Știința și Religia co-există ca explicații la fel de valabile pentru două sfere de existență ce se suprapun parțial, în timp ce prima se preocupă în principal cu temporalul, cea de a doua  se referă în principal la spiritual, dar care ocazional, se pot întrepătrunde. McGrath confirmă poziția sa, arătând că unii oameni de știință sunt, de asemenea, teiști, dând ca și exemple în mod special pe Owen Gingerich, Francis Collins și Paul Davies .
McGrath critică reprezentarea lui Dawkins a religiei ca un produs secundar al evoluției și ca un virus memetic. McGrath examinează folosirea de către Dawkins a analogiei ceainicului lui Russell, precum și bazele teoriei memelor a lui Dawkins . McGrath îl critică pe Dawkins pentru că a făcut referire la "Creanga de aur" a lui Frazer ca autoritate în domeniul antropologiei, deoarece consideră că lucrarea este mai mult o "lucrare timpurie impresionistă" decât un text serios. McGrath atrage de asemenea atenția asupra lipsei de pregătire a lui Dawkins în psihologie, care indică o incapacitate de a aborda cele mai importante întrebări ale credinței.
Cu referire la descrierea lui Dawkins, a Dumnezeului din vechiului Testament ca "meschin, nedrept ... bătăuș capricios răuvoitor", McGrath a replicat că el nu crede într-un asemenea dumnezeu și nu cunoaște personal pe nimeni care să creadă. Lăsând la o parte observațiile lui Dawkins, McGrath în schimb arată că Isus și Noul Testament sunt exemple superioare ale naturii adevărate a Creștinismului. "Isus", susține McGrath, "...a fost victimă, nu cauză, a violenței". McGrath sugerează că "departe de a fi favorabil ostilității în afara grupului, Isus a poruncit o etică a afirmării în afara grupului și creștinii pot fi cu siguranță acuzați de faptul că nu au trăit după această poruncă. Dar că aceasta există acolo, chiar în inima eticii creștine". El crede că Dawkins are dreptate atunci când susține că este necesar de a critica religia, și este corect de a cere să existe un criteriu extern pentru interpretarea textelor; dar susține că Dawkins nu pare conștient că religiile și textele religioase posedă mijloace interne de reformă și reînnoire, și că Dawkins nu pare conștient de simbolismul mai multor pasaje Biblice pe care le citează. McGrath citează lucrările a numeroși autori, incluzând pe  Kenneth I. Pargament, Harold G. Koenig, și Terry Eagleton, pentru a demonstra cât de strâns, simte el că este legată credința religioasă de bunăstare.
Dawkins: o iluzie? se încheie cu sugestiile că credința în Dumnezeu a "revenit", că lucrarea lui  Dawkins este mai mult teatru decât o lucrare serioasă și că Dumnezeu: o Iluzie nu denotă nimic mai mult decât "panică" din partea necredincioșilor.

## Receptarea critică
Publishers Weekly , a remarcat că, "... Ceasornicarul Orb a lui Dawkins rămâne cea mai bună critică disponibilă a argumentelor naturaliste ale lui William Paley pentru deism... [dar] nu se mai poate spune că Tertulian a lăudat credința creștină pentru absurditatea ei sau că religia te face neapărat violent. Autorii McGrath sunt frustrați, apoi, fiindcă Dawkins continuă să scrie a priori, despre  presupunerea neștiințifică cum credincioșii religioși sunt fie înșelați sau ipocriți, niciodată luând în considerare dovezile împotriva sa, sau credințele și practicile complexe ale creștinilor adevărați."
Jeremy Craddock, un fost biolog medico-legal , care este acum vicar, scrie în Church Times că McGraths "folosesc rațional dovezi, și prezintă obiectiv concluziile lor pentru a reacționa la Dumnezeu: o amăgire ... și aduc multe critici justificate." El adaugă că "Dawkins afirmă că Dumnezeu este atât de improbabil încât nu poate exista, și că, dacă ar exista, ar fi nevoie de explicații..." Dar Craddock consideră că Dawkins se contrazice singur afirmând că reglajul fin al universului (valorile aparent arbitrare pentru astfel de constante ca masele particulelor elementare, de care universul, așa cum îl știm, depinde) nu are nevoie de nicio astfel de explicație. Craddock concluzionează, "sunt trist că Dawkins, odată eroul meu, a coborât la nonsens neștiințific. McGrath are mult mai mult sens."
Bryan Appleyard în New Scientist spune "Orice succes .. ar fi obținut cartea Dumnezeu: o amăgire, a produs și foarte mare respingere. Eseuri impresionante, scrise de ...Marilynne Robinson...Terry Eagleton și... H. Allen Orr au avut ca scop de a-i  spune lui Dawkins cât de mult greșește. Eseul extins a lui Alister McGrath acoperă un teren similar cu celelalte, cu precădere în ceea ce privește extinderea ignoranței lui Dawkins față de teologie. Din perspectiva lui Dawkins acela nu este deloc un atac." Bryan Appleyard continuă să laude cartea ca pe "un demers fin, dens, dar foarte clar, în special din perspectiva creștină împotriva lui Dawkins."
Anthony Kenny scrie în Times Literary Supplement , că Dawkins este de multe ori mai precis decât McGrath în teologie istorică. El evaluază dezbaterea dintre Dawkins și McGrath, argumentând că ambii bărbați nu reușesc să facă distincția esențială între credința în Dumnezeu și credință. El consideră că este greu să nu fii de acord cu concluzia lui McGrath  că Dumnezeu o amăgire este mult mai dăunătoare pentru știință decât pentru religie pentru că "cei mai mulți oameni au o mai mare investiție intelectuală și emoțională în religie decât în știință." Dacă sunt forțați să aleagă între ele, după cum Dawkins susține că trebuie, "știința va fi la ce vor renunța".

## Răspunsul personal al lui Dawkins
Într-o scrisoare adresată ziarului The Times, Dawkins scrie că McGrath "a publicat acum două cărți cu numele meu in titlu" și se întreabă dacă profesorul a intenționat să-și construiască o carieră "pe spinarea [lui]". McGrath a publicat de asemenea cartea Dumnezeul lui Dawkins.

Răspunzând la acuzația că este "dogmatic", Dawkins scrie că noi oamenii de știință "...suntem destul de modești ca să răspundem că nu știm". Despre McGrath însuși, Dawkins observă, 
"El este de acord cu Conciliul de la Niceea. Universul a fost creat de o inteligență supranaturală foarte specială  care este, de fapt, trei într-una. Nu patru, nu doi, ci trei. Doctrina creștină este remarcabil de specifică: nu numai cu răspunsuri de necontestat la chestiunile profunde ale universului și ale vieții, dar și cu privire la divinitatea lui Isus, la păcat și mântuire, rai și iad,  rugăciune și moralitate absolută. Și totuși, McGrath are atotputernicul tupeu să mă acuze de o credință  "cu sclipici", "superficială", naivă că știința are toate răspunsurile. [...] Alți teologi îi contrazic crezul creștin în timp ce îl echivalează cu o certitudine fundamentată pe o încredere în sine agresivă, bazată pe nicio dovadă. McGrath probabil respinge politeismul hindușilor, olimpienilor și vikingilor. El nu subscrie la woodoo, sau la oricare dintre miile de credințe tribale mutual contradictorii . Este McGrath un "fanatic ideologic", pentru că el nu crede în ciocanul lui Thor? Bineînțeles că nu. De ce, atunci, sugerează că eu sunt exact așa, fiindcă nu văd niciun motiv să cred în Dumnezeul particular  în a cărui existență el, lipsind atât dovezile cât și umilință, o afirmă?"
Dawkins i-a luat un interviu lui McGrath pentru documentarul său de televiziune, "Rădăcina tuturor relelor?", care a fost difuzat pentru prima oară în ianuarie 2006, dar nu a inclus interviul în montajul final. Interviul a fost inclus într-un set de DVD-uri oferite spre vânzare pe site-ul web a lui Dawkins la un moment dat.